# Kim Seoung-il
Kim Seoung-il (kor. 김성일; ur. 19 grudnia 1990 w Seulu) – południowokoreański łyżwiarz szybki specjalizujący się w short tracku, wicemistrz olimpijski, mistrz świata.
Wystąpił podczas igrzysk w Vancouver w 2010 roku, w biegu sztafetowym zdobył srebrny medal olimpijski (w koreańskiej sztafecie wystąpili również: Lee Ho-suk, Lee Jung-su, Sung Si-bak i Kwak Yoon-gy).
W 2010 roku zdobył złoty medal mistrzostw świata w sztafecie oraz złoty medal drużynowych mistrzostw świata.
W latach 2009–2011 wywalczył też sześć medali zimowej uniwersjady (dwa srebrne i cztery brązowe).